# Agostino Casaroli

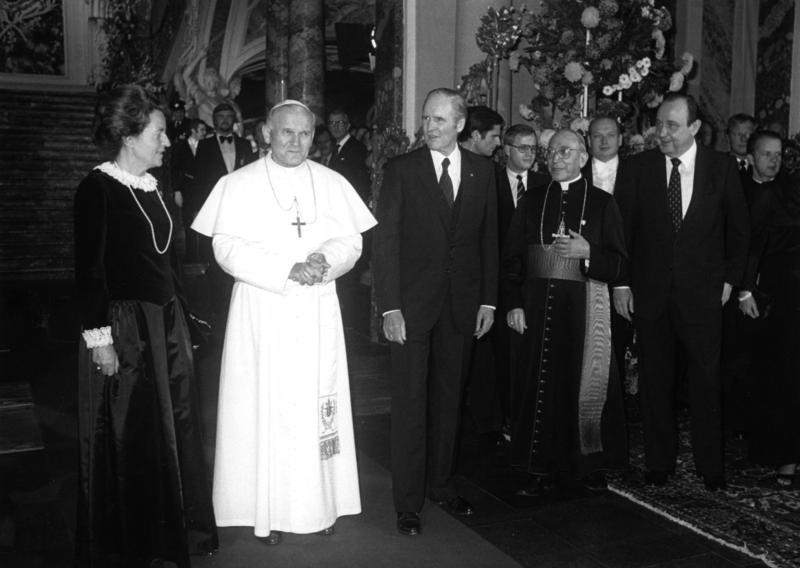
Cardinalul Casaroli între președintele federal Karl Carstens și ministrul federal de externe Hans-Dietrich Genscher în cursul primei vizite efectuate la Bonn de papa Ioan Paul al II-lea (1980)

Stema episcopală a lui Agostino Casaroli

Agostino Casaroli (n. 24 noiembrie 1914, Castel San Giovanni, Provincia Piacenza, Italia - d. 9 iunie 1998, Roma) a fost un prelat catolic, cardinal secretar de stat (prim ministru) al Sfântului Scaun între 1979-1990.
Agostino Casaroli este considerat drept arhitect al politicii față de blocul comunist în timpul papei Ioan al XXIII-lea și Paul al VI-lea. Ca diplomat a jucat un rol de prim plan în relațiile Sfântului Scaun cu blocul țărilor comuniste, mai ales în privința situației creștinilor din spatele Cortinei de fier. A negociat înțelegeri cu regimurile ateiste din Iugoslavia și Republica Populară Ungară.
A fost criticat din cauza acestor acorduri, pe motiv că ar fi arătat prea mare disponibilitate la compromis, în detrimentul comunităților catolice asuprite de regimurile comuniste.

## Biografie
Agostino Casaroli s-a născut la 24 noiembrie 1914, la Castel San Giovanni, într-o familie modestă din provincia Piacenza, în Emilia-Romagna, tatăl său fiind croitor la Piacenza.

### Preot
Agostino Casaroli a fost hirotonit preot la 27 mai 1937, pentru Dieceza de Piacenza, după ce și-a făcut studiile la seminarul diecezan din Bedonia și la colegiul Albertoni din Piacenza. În același an, a intrat la Academia Pontificală Ecleziastică, pentru a se iniția în diplomația Sfântului Scaun.
În 1961 a intrat la Secretariatul de Stat al Vaticanului, în timpul pontificatului papei Ioan al XXIII-lea. În anii care au urmat Conciliului Concililui Vatican II, sub pontificatul papei Paul al VI-lea, Agostino Casaroli a dobândit reputația de a fi un diplomat apt să negocieze în mod eficient cu regimurile politice ostile Bisericii Catolice Romane. În acest sens, a jucat un rol primordial în Ostpolitik-ul Vaticanului. Acordurile pe care le-a semnat cu Republica Populară Ungară în 1964 și cu Republica Socialistă Federativă Iugoslavia în 1966 au marcat începutul relațiilor Sfântului Scaun cu statele în care creștinii erau persecutați. Memoriile sale, publicate în 2000, scot în evidență că opoziția pe care o avea față de marxism-leninism era mult mai hotărâtă decât s-a crezut, atât în interiorul cât și în exteriorul Bisericii Catolice, deși această opoziție nu apărea la lumina zilei.

### Episcop
Agostino Casaroli a fost numit Secretar de Stat pentru Afacerile Politice ale Bisericii și hirotonit arhiepiscop in partibus de Cartagina de către papa Paul al VI-lea, la 16 iulie 1967.
După decesul cardinalului Secretar de Stat Jean Villot, la câteva luni după începutul pontificatului papei Ioan Paul al II-lea, acesta îl cheamă la Secretariatul de Stat la data de 28 aprilie 1979. Deoarece nu era cardinal, Agostino Casaroli nu a fost numit Secretar de Stat, ci pro-Secretar de Stat.
Agostino Casaroli a prezidat Conferința pentru Securitate și Cooperare în Europa de la Helsinki (care se referea la raporturile est-vest) din 30 iulie-1 august 1975 și a participat la dezbaterile pentru redactarea Actului Final de la Helsinki.

### Cardinal
Papa Ioan Paul al II-lea l-a creat cardinal cu titlul de cardinal-preot titular al Bisericii Sfinților Apostoli (Santi XII Apostoli), în primul său consistoriu, la data de 30 iunie 1979, și l-a numit, în aceeași zi, cardinal Secretar de Stat, prefect al Congregației pentru Afacerile Publice ale Bisericii și președinte al Comisiei Pontificale al Statului Cetății Vaticanului. Papa i-a delegat o bună parte din puterile sale încât cardinalul Agostino Casaroli era supranumit „vice-papă” .

## Acordul cu Republica Populară Ungară
În 1964 a reușit încheierea unui acord cu Republica Populară Ungară, acord care a dus la consacrarea episcopală a unor colaboratori cu serviciile secrete comuniste. Trei din cei cinci episcopi catolici consacrați în urma acordului din 1964 au fost colaboratori cu serviciile comuniste, iar unul din cei cinci se afla în stadiul racolării în momentul numirii în funcție.
La 17 aprilie 1971 ministrul de externe al Republicii Populare Ungare, János Péter, fost episcop reformat, a efectuat  o vizită la Vatican. În cursul discuției avute cu papa Paul al VI-lea, ministrul ungar de externe a cerut rezolvarea „chestiunii Mindszenty”, adică mutarea cardinalului Mindszenty din ambasada SUA la Budapesta, unde acesta se afla refugiat din 1956. Presiunea asupra Sfântului Scaun era cu atât mai mare, cu cât și Statele Unite ale Americii erau interesate să scape de oaspetele incomod din ambasada budapestană. Casaroli l-a vizitat pe Mindszenty în ambasada SUA din Budapesta în anul 1964.
În 1974, după mutarea cardinalului Mindszenty la Viena, Casaroli a obținut acordul autorităților comuniste ca în funcția de arhiepiscop de Esztergom să fie numit László Lékai, fostul secretar al cardinalului Mindszenty.

## Tratativele cu România comunistă
Prima întâlnire de sondare la București a fost cea efectuată în noiembrie 1967 de emisarul Franz König, arhiepiscopul Vienei, la invitația patriarhului Justinian Marina. Condiția acestei vizite a fost ca emisarul König să nu ridice problema Bisericii Române Unite.
În data de 21 decembrie 1967, la solicitarea lui Casaroli, Cornel Burtică, ambasadorul României la Roma, a avut un dialog cu acesta.
La 24 ianuarie 1968 primul ministru Ion Gheorghe Maurer și ministrul de externe Corneliu Mănescu s-au întâlnit la Vatican cu Agostino Casaroli și cu papa Paul al VI-lea. O lună mai târziu, la 29 februarie 1968, Nicolae Ceaușescu i-a primit pe toți șefii cultelor recunoscute, inclusiv pe Áron Márton, care se aflase timp de 17 ani în arest și domiciliu obligatoriu. La 29 octombrie 1968 a sosit la București prima delegație a Sfântului Scaun în România după plecarea nunțiului Patrick O'Hara la 7 iulie 1950.
În data de 8 decembrie 1984 cardinalul Casaroli l-a consacrat episcop pe Ioan Robu, administrator apostolic și apoi (din 1990) arhiepiscop al Arhidiecezei de București.